# Закірова Сарія Магруфівна
Сарія́ Магру́фівна Закі́рова (тат. Сәрия Мәгъруф кызы Закирова; 10 квітня 1961, Перм) — радянська академічна веслувальниця, чемпіонка і призерка чемпіонатів світу, учасниця Олімпійських ігор. Заслужений майстер спорту СРСР (1986).
Закінчила Дніпропетровський державний інститут фізкультури і спорту (1989).

## Спортивна кар'єра
Займалася академічним веслуванням в СК «Метеор» (Дніпропетровськ). Тренери — Є.Чесноков, В.Потабенько.
Закірова виступала на регаті Дружба-84, де зайняла четверте місце.
1985 року стала чемпіонкою СРСР в складі вісімки розпашної зі стерновим і ввійшла до складу збірної СРСР. На чемпіонаті світу 1985 Закірова в складі вісімки розпашної зі стерновим стала чемпіонкою і за підсумками року отримала звання Заслужений майстер спорту СРСР.
Протягом 1986—1988 ще тричі ставала чемпіонкою СРСР, а на чемпіонатах світу стала вдруге чемпіонкою 1986 року і була третьою 1987 року.
На сеульській Олімпіаді в складі вісімки розпашної зі стерновим збірної СРСР фінішувала четвертою.
!990 і 1991 року вигравала звання чемпіонки СРСР. На чемпіонаті світу 1990 стала срібною призеркою в четвірках парних, а на чемпіонаті світу 1991 разом з Катериною Хадатович завоювала бронзову медаль в двійках парних.
1992 року пройшла відбір в Об'єднану команду, створену зі спортсменів колишніх радянських республік для участі в Олімпійських іграх 1992 в Барселоні. На Олімпіаді 1992 разом з Інною Фроловою зайняла шосте місце в двійках парних.
Після завершення спортивної кар'єри працювала викладачем, а потім завідуючою кафедрою веслування та вітрильного спорту Дніпропетровського інституту фізкультури і спорту.